# ستيفانو بيسولي
ستيفانو بيسولي (بالإيطالية: Stefano Pesoli)‏ هو لاعب كرة قدم إيطالي في مركز الدفاع، ولد في 29 فبراير 1984 في أناجني في إيطاليا. لعب مع إمباكت مونتريال وفيتربيسي 1908 ونادي روما ونادي كاسالي.